# دارلین لاو
دارلین لاو (انگلیسی: Darlene Love؛ زاده ۲۶ ژوئیهٔ ۱۹۴۱) یک خواننده اهل ایالات متحده آمریکا است. وی از سال ۱۹۵۹ میلادی تاکنون مشغول فعالیت بوده‌است.
از جمله کارهای معروف او می‌توان به بازی در فیلم ماجراهای کریسمس ۲ اشاره کرد.